# ۱۲۳۲ (میلادی)
۱۲۳۲ (میلادی) هزار و دویست و سی و دومین سال تقویم میلادی است.

## درگذشتگان
- مایکل اسکات، ریاضیدان و ستاره‌شناس اسکاتلندی
- تولی خان، پسر چنگیز خان مغول

‎